# Batalha de Sanna's Post
A Batalha de Sanna's Post, também conhecida como Korn Spruit, foi uma batalha ocorrida em 31 de Março de 1900, entre as forças do Império Britânico e os Boers das repúblicas independentes do Estado Livre de Orange e da República sul-africana.
O confronto teve lugar em Bloemfontein, no Estado Livre de Orange, e resultou numa vitória dos Boeres. As tropas britânicas eram comandas pelo Brigadeiro-general Robert George Broadwood, à frente de 2.000 homens e 12 canhões; as forças boer eram lideradas por Christiaan Rudolf de Wet, e eram compostas por cerca de 2.000 homens. Do confronto resultaram 155 mortos ou feridos, 428 prisioneiros e sete canhões destruídos, do lado britânico; e três mortos e 5 feridos do lado boer.